# Canadian Newspaper Association
Canadian Newspaper Association (CNA; Канадська газетна асоціація) була національною торговою асоціацією видавців газет Канади з 1996 по 2016 рік. Представляла видавців понад 100 щоденних газет, що виходять англійською та французькою мовами.
CNA керувала Меморіальною премією молодим журналістам Канади імені Едварда Гоффа Пенні (Edward Goff Penny Memorial Prizes for Young Canadian Journalists), яка була заснована 1991 року.
У 2016 році Canadian Newspapers Association і Canadian Community Newspapers Association (Асоціація  громадських газет Канади) проголосували за злиття й утворили News Media Canada.